# Hugo Hovenkamp
Hugo Hermannus Hovenkamp (* 5. Oktober 1950 in Groningen, Niederlande) ist ein ehemaliger niederländischer Fußballspieler, der als einer der besten Linksverteidiger seiner Zeit gilt.

## Karriere
Hovenkamp begann seine Karriere in seiner Geburtsstadt beim FC Groningen, wo er bis 1975 tätig war. Danach spielte er bis 1983 beim AZ Alkmaar, mit dem er in dieser Zeit einmal die niederländische Meisterschaft und dreimal den KNVB-Pokal gewinnen konnte. 1981 stand er zudem im Finale des UEFA-Pokals, welches allerdings gegen Ipswich Town verloren ging. Nach seiner Zeit bei Alkmaar ging er nach Österreich, um dort noch zwei Jahre für FC Wacker Innsbruck zu spielen, bevor er seine Karriere schließlich beendete. 
Zwischen 1977 und 1983 bestritt Hovenkamp 31 Länderspiele für die niederländische Fußballnationalmannschaft, in denen er zwei Treffer erzielte. Er nahm an der Fußball-Europameisterschaft 1980 in Italien teil. Dies war sein einziges großes Turnier, das er spielte, nachdem er sich vor der Fußball-Weltmeisterschaft 1978 eine Meniskusverletzung zuzog und deswegen die Teilnahme absagen musste.
Zurzeit arbeitet Hovenkamp als Scout für den AZ Alkmaar.

## Titel
- Niederländischer Meister: 1980/81
- Niederländischer Pokalsieger (3): 1978, 1981, 1982
- Vize-Weltmeister 1978 (ohne Einsatz)